# Ugandatrichia honga
Ugandatrichia honga är en nattsländeart som beskrevs av Olah 1989. Ugandatrichia honga ingår i släktet Ugandatrichia och familjen smånattsländor. Inga underarter finns listade i Catalogue of Life.